# 小行星4370
小行星4370（4370 Dickens）是一颗绕太阳运转的小行星，为主小行星带小行星。该小行星于1982年9月22日发现。

## 轨道参数
小行星4370的轨道半长轴为2.1960846 UA，离心率为0.200。